# Water-polo aux Jeux asiatiques de 2010
Navigation
Édition 2006
Navigation
Édition 2006
Les championnats de water-polo aux Jeux asiatiques de 2010 ont lieu à Guangzhou, en République populaire de Chine du 13 au 17 novembre 2010 pour la première édition du championnat féminin et du 18 au 25 novembre 2010 pour le seizième championnat masculin.
Les deux championnats ont lieu dans une piscine du district de Tianhe. Leur tirage au sort a eu lieu le 18 octobre 2010.
L'équipe féminine de Chine remporte le tournoi féminin en gagnant ses trois matches, tandis que l'équipe masculine du Kazakhstan bat celle de Chine en finale du championnat masculin.
Dans chaque tournoi, deux quotas pour les épreuves de water-polo des Championnats du monde de natation 2011 sont également en jeu. Les équipes chinoises étant qualifiées au titre de représentant du pays hôte, les équipes masculines du Kazakhstan et du Japon d'une part et les équipes féminines du Kazakhstan et d'Ouzbékistan d'autre part sont qualifiés.

## Championnat féminin
Pour la première édition d'un championnat de water-polo féminin aux Jeux asiatiques, quatre équipes nationales s'affrontent au cours d'un championnat dont la première sera médaille d'or.
| Rang | Équipe      | Pts | J | G | N | P | Bp | Bc | Diff |
| ---- | ----------- | --- | - | - | - | - | -- | -- | ---- |
| 1    | Chine       | 9   | 3 | 3 | 0 | 0 | 76 | 8  | +68  |
| 2    | Kazakhstan  | 6   | 3 | 2 | 0 | 1 | 57 | 20 | +37  |
| 3    | Ouzbékistan | 3   | 3 | 1 | 0 | 2 | 26 | 41 | -15  |
| 4    | Inde        | 0   | 3 | 0 | 0 | 3 | 6  | 96 | -90  |

| Date        |             | Score |             | Quarts-temps            |
| ----------- | ----------- | ----- | ----------- | ----------------------- |
| 15 novembre | Kazakhstan  | 38-2  | Inde        | 13-1 ; 14-0 ; 8-0 ; 3-1 |
| 15 novembre | Chine       | 25-1  | Ouzbékistan | 7-0 ; 5-0 ; 8-1         |
| 16 novembre | Ouzbékistan | 5-14  | Kazakhstan  | 1-4 ; 1-2 ; 0-3 ; 3-5   |
| 16 novembre | Chine       | 38-2  | Inde        | 10-0 ; 12-1 ; 8-1 ; 8-0 |
| 17 novembre | Ouzbékistan | 20-2  | Inde        | 5-1 ; 5-0 ; 5-1         |
| 17 novembre | Chine       | 13-5  | Kazakhstan  | 4-1 ; 3-2 ; 1-1 ; 5-1   |

| Classement final | Classement final |
| Place            | Équipe           |
| 1                | Chine            |
| 2                | Kazakhstan       |
| 3                | Ouzbékistan      |
| ---------------- | ---------------- |

Les trois équipes sur le podium se qualifient pour les Championnats du monde.

## Championnat masculin
Note : l'équipe du Koweït participe sous l'appellation d'« Athletes from Kuwait » et sont représentés par le drapeau olympique.

### Tour préliminaire
Les neuf équipes sont répartis en deux groupes, un de quatre équipes, un de cinq. L'équipe arrivée cinquième du groupe A est éliminée. Les autres sont réparties en quarts de finale selon leur classement.

#### Groupe A
| Rang | Équipe       | Pts | J | G | N | P | Bp | Bc | Diff |
| ---- | ------------ | --- | - | - | - | - | -- | -- | ---- |
| 1    | Chine        | 12  | 4 | 4 | 0 | 0 | 72 | 16 | +56  |
| 2    | Japon        | 9   | 4 | 3 | 0 | 1 | 72 | 16 | +56  |
| 3    | Corée du Sud | 6   | 4 | 2 | 0 | 2 | 54 | 33 | +21  |
| 4    | Hong Kong    | 3   | 4 | 1 | 0 | 3 | 33 | 73 | -40  |
| 5    | Qatar        | 0   | 4 | 0 | 0 | 4 | 5  | 98 | -93  |

| Date        |              | Score |              | Quarts-temps           |
| ----------- | ------------ | ----- | ------------ | ---------------------- |
| 18 novembre | Corée du Sud | 18-5  | Hong Kong    | 4-2 ; 3-0 ; 6-2 ; 5-1  |
| 18 novembre | Chine        | 9-3   | Japon        | 4-2 ; 0-1 ; 3-0 ; 2-0  |
| 19 novembre | Qatar        | 1-26  | Corée du Sud | 1-5 ; 0-7 ; 0-4 ; 0-10 |
| 19 novembre | Hong Kong    | 6-24  | Chine        | 1-8 ; 1-6 ; 3-5 ; 1-5  |
| 20 novembre | Japon        | 30-1  | Hong Kong    | 5-1 ; 10-0 ; 7-0 ; 8-0 |
| 20 novembre | Chine        | 26-1  | Qatar        | 7-0 ; 8-1 ; 7-0 ; 4-0  |
| 21 novembre | Qatar        | 2-25  | Japon        | 1-10 ; 0-8 ; 1-3 ; 0-4 |
| 21 novembre | Corée du Sud | 6-13  | Chine        | 1-3 ; 0-2 ; 2-2 ; 3-6  |
| 22 novembre | Japon        | 14-4  | Corée du Sud | 7-1 ; 1-1 ; 1-0 ; 5-2  |
| 22 novembre | Qatar        | 1-21  | Hong Kong    | 1-5 ; 0-3 ; 0-7 ; 0-6  |

#### Groupe B
| Rang | Équipe          | Pts | J | G | N | P | Bp | Bc | Diff |
| ---- | --------------- | --- | - | - | - | - | -- | -- | ---- |
| 1    | Kazakhstan      | 9   | 3 | 3 | 0 | 0 | 58 | 9  | +49  |
| 2    | Koweït          | 4   | 3 | 1 | 1 | 1 | 18 | 29 | -11  |
| 3    | Singapour       | 4   | 3 | 1 | 1 | 1 | 23 | 37 | -14  |
| 4    | Arabie saoudite | 0   | 3 | 0 | 0 | 3 | 22 | 42 | -20  |

| Date        |                 | Score |                 | Quarts-temps          |
| ----------- | --------------- | ----- | --------------- | --------------------- |
| 18 novembre | Singapour       | 7-7   | Koweït          | 2-2 ; 2-1 ; 1-3 ; 2-1 |
| 18 novembre | Arabie saoudite | 3-23  | Kazakhstan      | 0-5 ; 0-6 ; 2-5 ; 1-7 |
| 20 novembre | Koweït          | 1-14  | Kazakhstan      | 0-7 ; 0-2 ; 0-3 ; 1-2 |
| 20 novembre | Singapour       | 11-9  | Arabie saoudite | 2-1 ; 4-1 ; 3-4 ; 2-3 |
| 22 novembre | Koweït          | 10-8  | Arabie saoudite | 3-2 ; 1-3 ; 2-2 ; 4-1 |
| 22 novembre | Singapour       | 5-21  | Kazakhstan      | 0-6 ; 3-4 ; 0-5 ; 2-6 |

### Phase finale
| Date             |              | Score |                 | Quarts-temps          |
| ---------------- | ------------ | ----- | --------------- | --------------------- |
| Quarts de finale |              |       |                 |                       |
| 23 novembre      | Japon        | 25-3  | Singapour       | 5-2 ; 5-1 ; 8-0 ; 7-0 |
| 23 novembre      | Chine        | 22-2  | Arabie saoudite | 6-0 ; 4-2 ; 6-0       |
| 23 novembre      | Corée du Sud | 4-3   | Koweït          | 1-0 ; 3-2 ; 0-1 ; 0-0 |
| 23 novembre      | Hong Kong    | 1-25  | Kazakhstan      | 0-8 ; 0-5 ; 1-8 ; 0-4 |
| Demi-finales     |              |       |                 |                       |
| 24 novembre      | Chine        | 22-9  | Corée du Sud    | 6-1 ; 5-1 ; 8-3 ; 3-4 |
| 24 novembre      | Japon        | 8-10  | Kazakhstan      | 2-3 ; 3-4 ; 1-0 ; 2-3 |
| Finale           |              |       |                 |                       |
| 25 novembre      | Chine        | 6-7   | Kazakhstan      | 4-2 ; 1-2 ; 0-1 ; 1-2 |

### Matches de classement
| Date              |                 | Score |           | Quarts-temps          |
| ----------------- | --------------- | ----- | --------- | --------------------- |
| 3e/4e             |                 |       |           |                       |
| 25 novembre       | Corée du Sud    | 5-19  | Japon     | 1-2 ; 2-5 ; 0-6 ; 2-6 |
| 5e/8e             |                 |       |           |                       |
| 24 novembre       | Arabie saoudite | 7-9   | Koweït    | 2-1 ; 1-4 ; 2-2       |
| 24 novembre       | Singapour       | 14-6  | Hong Kong | 3-0 ; 2-2 ; 4-2 ; 5-2 |
| 25 novembre 7e/8e | Arabie saoudite | 20-11 | Hong Kong | 7-3 ; 3-1 ; 3-4 ; 7-3 |
| 25 novembre 5e/6e | Koweït          | 5-4   | Singapour | 1-1 ; 1-0 ; 1-1 ; 2-2 |

### Classement final
Classement de la compétition après la phase finale et les matches de classement.
|   | Équipes         |
| 1 | Kazakhstan      |
| 2 | Chine           |
| 3 | Japon           |
| - | --------------- |
| 4 | Corée du Sud    |
| 5 | Koweït          |
| 6 | Singapour       |
| 7 | Arabie saoudite |
| 8 | Hong Kong       |
| 9 | Qatar           |

Les trois équipes sur le podium se qualifient pour les championnats du monde de 2011.